# Neoliberty
Il termine neoliberty indica un tipo di architettura revivalista nato in Italia negli anni cinquanta come reazione agli assunti dell'architettura razionalista e dell'architettura organica, quest'ultima proposta in Italia qualche anno prima da Bruno Zevi.
Il movimento neoliberty si manifesta a Torino con le prime opere di Roberto Gabetti e Aimaro Isola a Milano e Novara con Guido Canella, dello Studio BBPR, degli Architetti Associati (Vittorio Gregotti, Lodovico Meneghetti e Giotto Stoppino). Il movimento trovò i favori della redazione della rivista Casabella-Continuità, in quegli anni diretta da Ernesto Nathan Rogers, e l'avversione della rivista di Bruno Zevi L'architettura. Apertamente critico nei confronti del movimento fu il teorico d'architettura inglese Reyner Banham che, in occasione dell'Expo 1958 di Bruxelles, dopo aver visto il Padiglione italiano scrisse un articolo sulla rivista Architectural Review dal titolo "Il neoliberty - la ritirata italiana dall'architettura moderna".
Fautrice dei principi del Neoliberty è stata Gae Aulenti, con particolare riferimento al progetto del Museo d'Orsay, alla Lampada Giova e alla serie di mobili da giardino Locus Solus.